# 佐川駅 (釜山交通公社)
佐川駅（チャチョンえき）は、大韓民国釜山広域市東区にある釜山交通公社1号線の駅である。駅番号は116。

## 駅構造
相対式ホーム2面2線の地下駅。スクリーンタイプのホームドアが設置されている。出入口は8箇所に設けられている。

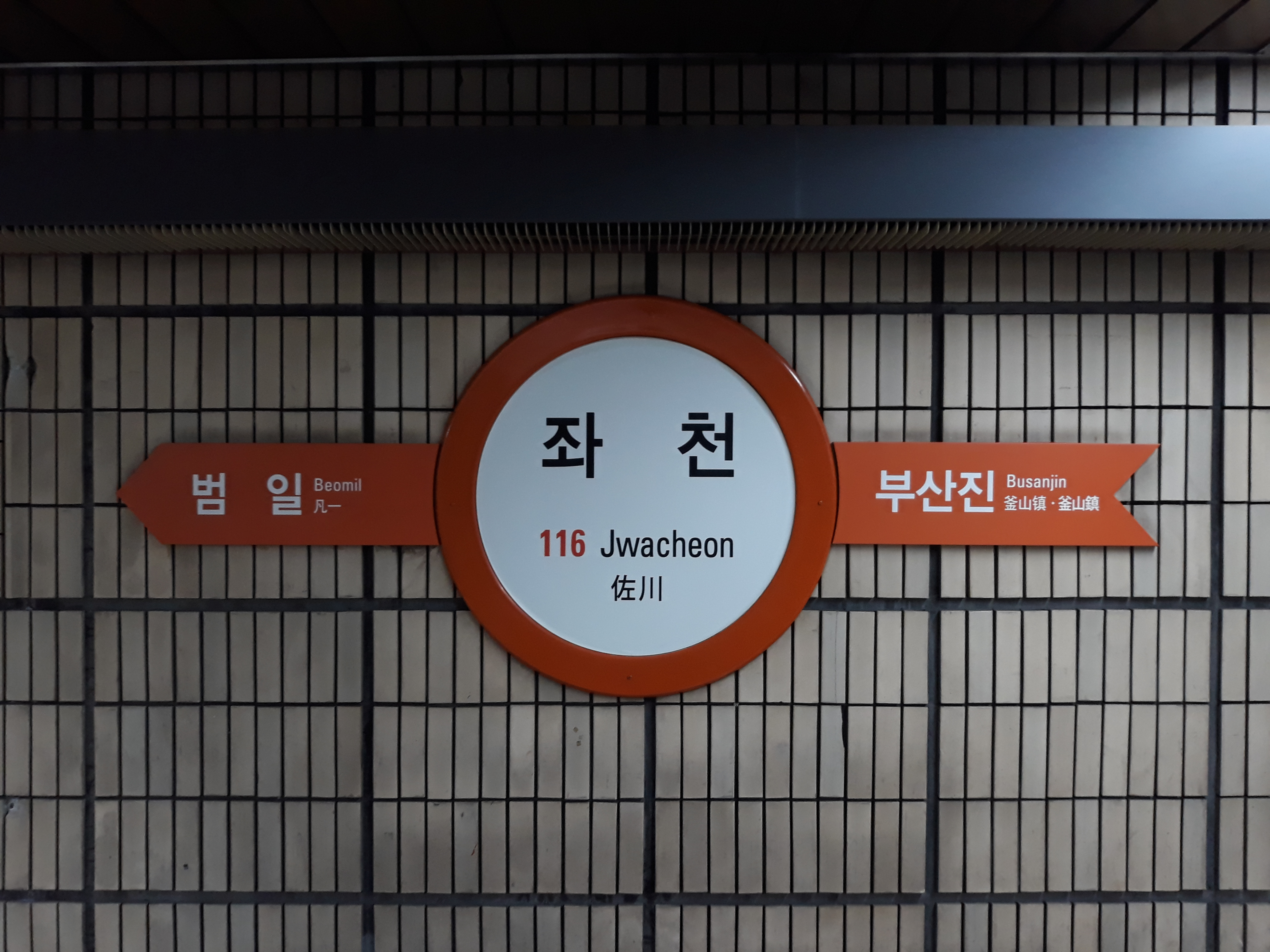
駅名標

### のりば
| 上り | 1号線 | 多大浦海水浴場方面 |
| 下り | 1号線 | 老圃方面           |

## 歴史
- 1987年5月15日 - 1号線中央洞（現・中央）- ポムネゴル間延伸に伴い、佐川洞駅（좌천동역）として開業。
- 2010年2月24日 - 佐川駅に改称。

一時期「日新キリスト病院」を副駅名としていたが、現在は削除されている。

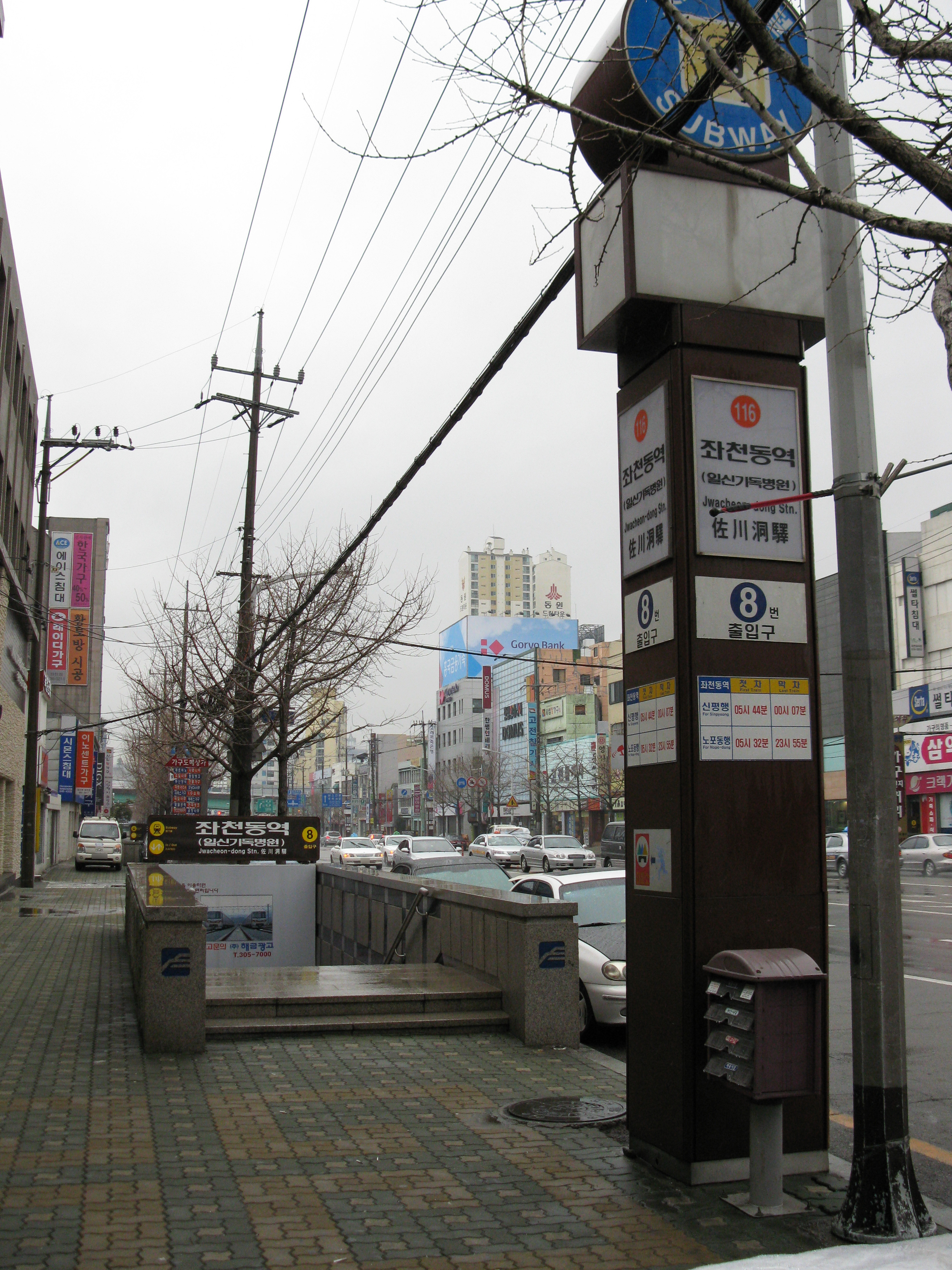
改称前の8番出入口（2009年2月）
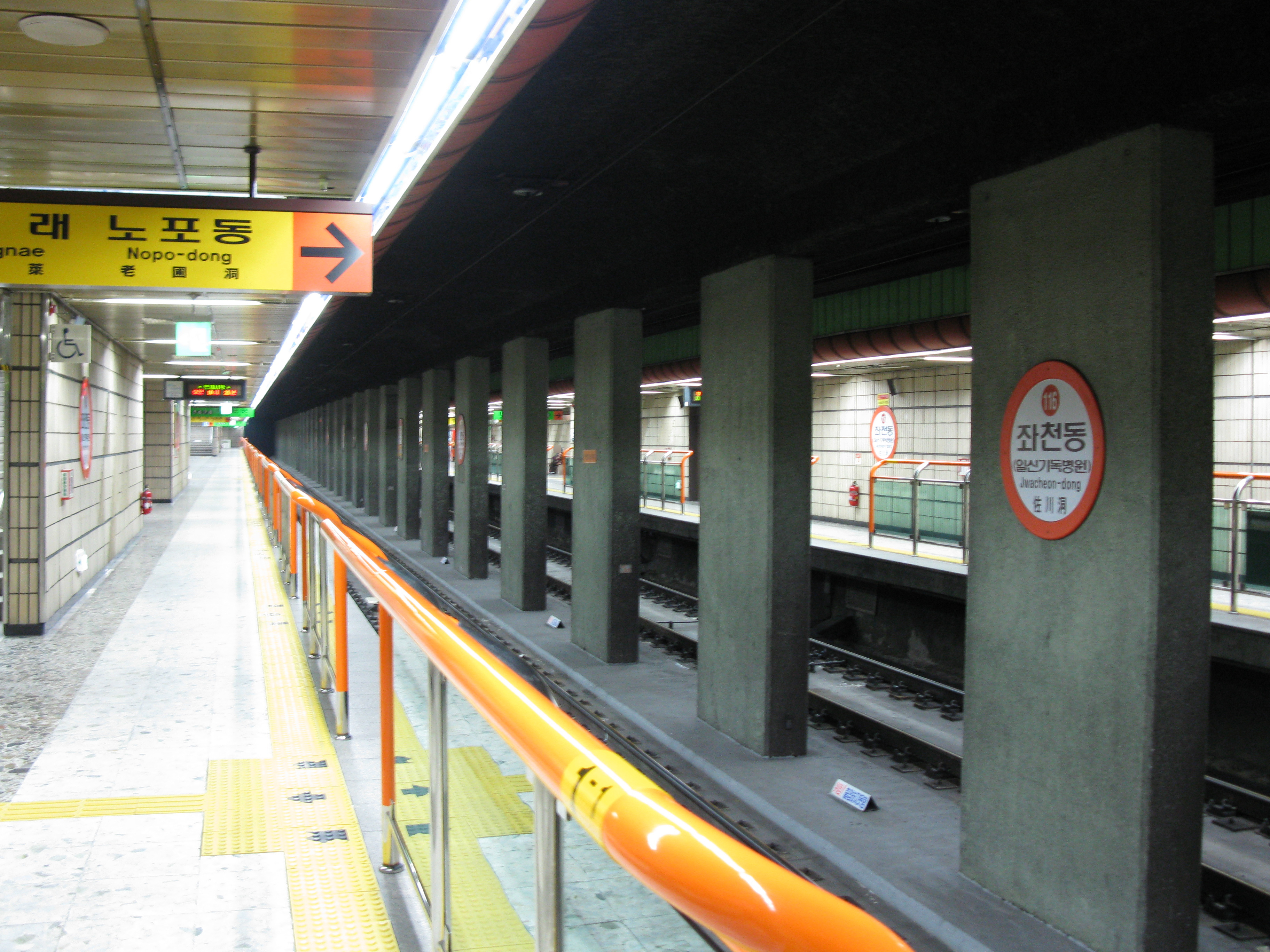
改称前のホーム（2009年2月）
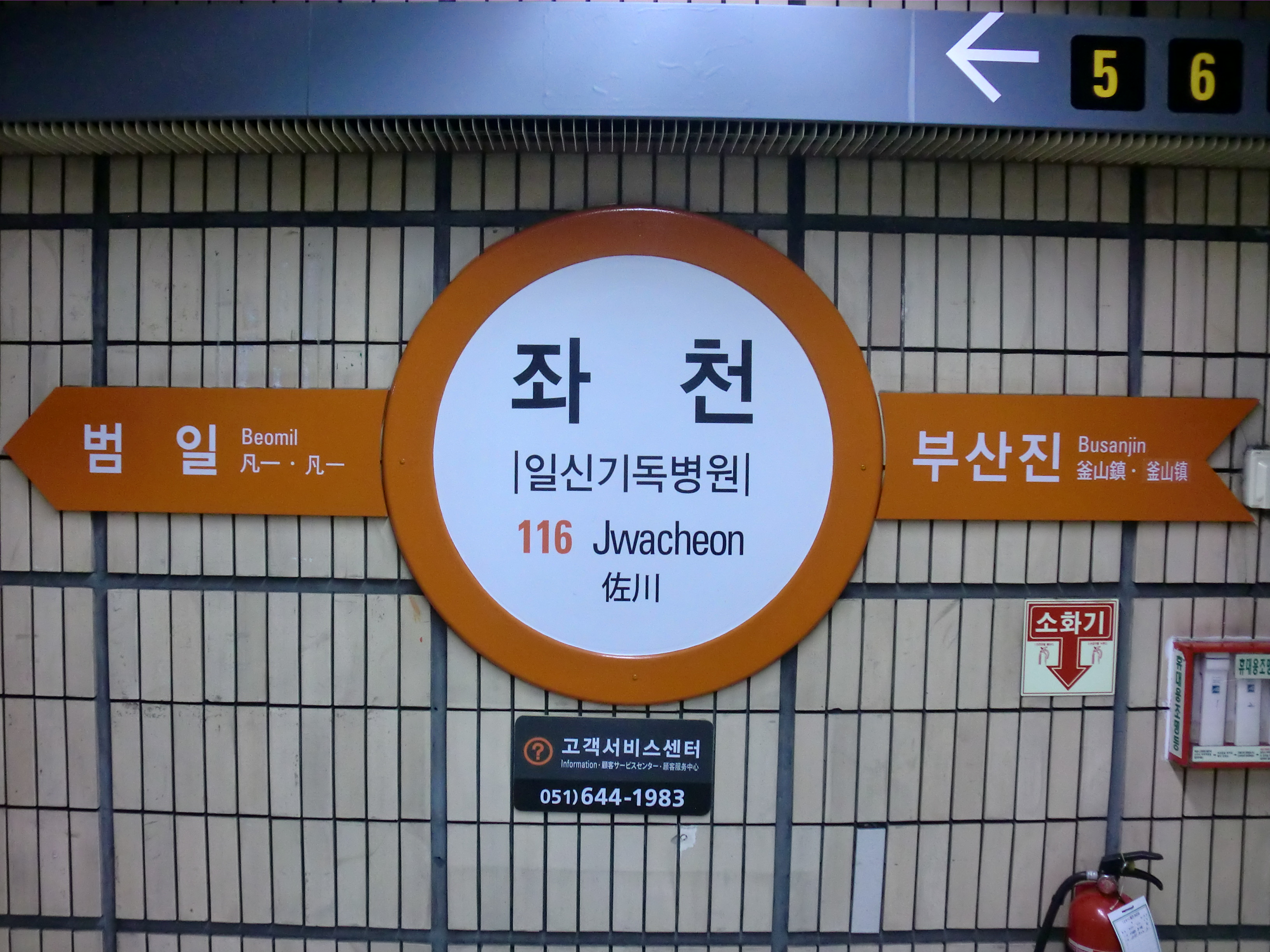
副駅名付与時の駅名標

## 駅周辺
周辺はキリスト教に関連した施設が多い。
- 釜山第三都市高速道路佐川インターチェンジ
- 釜山佐川洞郵便局
- 城南初等学校
- 錦城中学校
- 錦城高等学校
- テレサ女子高等学校
- 日新キリスト病院
- 釜山鎮教会
- 佐川洞教会

## 隣の駅
釜山交通公社
 1号線
釜山鎮駅 (115) - 佐川駅 (116) - 凡一駅 (117)